# Apollonius Eidographos
Apollonios Eidographos (aussi Apollonius Eidograph) (mort en -175) était un grammairien d'Alexandrie de la 2e moitié du IIIe siècle av. J-C. Il étudia Aristophane et ordonna les poèmes de Pindare. Il fut à la tête de la Bibliothèque d'Alexandrie entre Ératosthène et Aristophane.